# Emil Sörensen
Emil Sörensen (Hamburgo, 27 de junho de 1900 — Freudenstadt, 8 de novembro de 1977) foi um engenheiro mecânico alemão, conselheiro executivo e chefe de pesquisas da MAN SE desde 1939.
Após o Abitur em Hamburg ou 1918, estudou de 1920 a 1924 na Universidade de Karlsruhe, onde concluiu a graduação com o diploma. Após obter um doutorado em 1927 foi trabalhar na Deutsche Schiff- und Maschinenbau Aktiengesellschaft e no escritório de planejamento da AG Weser em Bremen. Em 1932 foi chamado para ser professor ordinário de mecânica dos fluidos na Universidade Técnica de Dresden. Em novembro de 1933 assinou a Declaração dos Professores Alemães por Adolf Hitler. Em 1939 foi para a MAN como chefe de pesquisas e vice-presidente. Devido à prisão do presidente Otto Meyer pela autoridade de ocupação dos Estados Unidos, Sörensen dirigiu a empresa de 1945 a 1946. Em 1946 recebeu adicionalmente uma cátedra na Universidade Técnica de Munique.

## Obras
- Macht und Gewissen im Wirtschaftskampf, Düsseldorf 1949
- Motor und Turbine : Wettstreit u. Zusammenarbeit, München-Düsseldorf 1955